# Batteria del Viminale
La Batteria del Viminale è una struttura del Ministero dell'Interno, presso cui ha sede, amministrata dalla Polizia di Stato.

## Storia e attività
È nata nel 1924 su iniziativa di Luigi Federzoni, ministro dell'Interno con il compito, ancora attuale, di garantire le comunicazioni urgenti tra le più alte cariche dello Stato, non solo tra di loro ma anche con deputati, ministri, magistrati, alti dirigenti e giornalisti: è un'attività estremamente delicata in quanto gli addetti devono assicurare la segretezza delle informazioni scambiate tra gli interlocutori nonché la riservatezza dei loro recapiti telefonici: l'accesso alla sala operativa, infatti, avviene solo mediante tessera elettronica e codice segreto. Ha un organico compreso tra i 12 e i 15 operatori, guidati da un ispettore, che assicurano una copertura 24/7 tramite tre turni. Il nome deriva dal telefono a manovella usato nel ventennio, detto appunto batteria.